# Baltic (Dakota Południowa)
Baltic – miasto w Stanach Zjednoczonych, w stanie Dakota Południowa, w hrabstwie Minnehaha.